# Braunbrillenvogel
Der Braunbrillenvogel (Zosterops brunneus, Syn.: Speirops brunneus) ist eine Vogelart aus der Familie der Brillenvögel. Sein Vorkommen ist auf die westafrikanische Insel Bioko im Golf von Guinea beschränkt.

## Merkmale
Der Braunbrillenvogel erreicht eine Größe von 13 bis 13,5 Zentimetern und ein Gewicht von 14 bis 18,5 Gramm. Der Oberkopf ist dunkelbraun, wobei der Scheitel am dunkelsten ist. Die Basis des Oberschnabels zeigt eine helle schmale Linie. Hinterkopf und Nacken sind rötlich getönt. Wangen und Ohrdecken sind gräulich-braun. Die Oberseite ist braun, aber weniger dunkel als der Scheitel. Die Handschwingen sind schwarzbraun mit rostbraunen Säumen. Die Schwanzfedern sind an der Oberseite dunkelbraun und an der Unterseite schwärzlich. Die Unterseite ist braun, jedoch etwas heller als der Rücken. Kinn und Oberkehle sind mehr gräulich. Bauch und Unterschwanzdecken sind hellbraun. Die Unterseite der Schirmfedern ist dunkel grau-braun. Die Iris ist dunkel. Der Schnabel ist dunkel-hornfarben, die Beine sind dunkelbraun. Die Geschlechter sehen gleich aus. Die juvenilen Vögel sind bisher unbeschrieben. Auch über den Gesang ist nichts bekannt. Der Ruf variiert zwischen häufig wiederholten weichen peep- und raschen trik-trik-trik-Gezwitscher während der Nahrungssuche sowie piepsigen tweet-Tönen während des Fluges. Gelegentlich ist auch ein langgezogener trrrrrrrrau-Triller zu hören.

## Lebensraum
Der Braunbrillenvogel bewohnt offene Bereiche und Lichtungen in ziemlich offenem, von Flechtenbewuchs dominiertem Waldland, montanes Heidebuschland, Baumsavannen sowie von Johanniskräutern (Hypericum), Klebsamen (Pittosporum), Syzygium und Schefflera dominierte Wälder in Höhenlagen zwischen 1900 und 2800 Metern.

## Lebensweise
Die Nahrung besteht aus Insekten, einschließlich Raupen sowie aus Beeren und Samen. Der Braunbrillenvogel geht gewöhnlich in Gruppen von drei bis fünf Individuen, aber auch in größeren Schwärmen bis zu 30 Exemplaren auf Nahrungssuche, wobei er meist 0,5 bis 6,5 Meter über dem Boden fliegt. Häufig ist er auch in Vergesellschaft mit anderen Vogelarten wie der Langschwanzprinie (Urolais epichlorus), dem Pirolgimpel (Linurgus olivaceus) und dem Bergwaldbülbül (Andropadus tephrolaemus) zu beobachten. Vögel in Brutverfassung wurden im Oktober und Dezember beobachtet. Weitere Informationen liegen zur Brutbiologie nicht vor.

## Bestand und Gefährdung
BirdLife International schätzt den Bestand auf 10.000 bis 20.000 Exemplare und klassifiziert die Art als „gefährdet“ (vulnerable). Am häufigsten ist er in der 50 km2 großen Region am Pico Basile. In den Wäldern im südlichen Teil der Insel Bioko kommt er nicht vor. Als Hauptgefährdung gelten Buschfeuer, die von Jägern gelegt werden; jedoch gab es 1996 keinen Beleg dafür. Ein Besuch im Bereich am Pico Basile im Jahre 1996 bestätigte, dass der Lebensraum intakt war. Eine Expedition im Jahre 2005 stellte fest, dass die Wälder am Pico Basile nicht von der zunehmenden Abholzungsrate auf Bioko betroffen waren. Bilder, die im Jahre 2005 an der Caldera da Luba aufgenommen wurden, zeigten, dass es in den südlichen Wäldern der Insel keinerlei Eingriff gegeben hat.